# يليزافيتا ياسكو
يليزافيتا أولكسييفنا ياسكو (بالأوكرانية: Єлизавета Олексіївна Ясько)‏؛ (17 أكتوبر 1990) هي منتجة أفلام وخبيرة في الشؤون الثقافية وسياسية أوكرانية.
وهي عضو في المجلس الأعلى الأوكراني بدورته التاسعة التي أُنتخبت في الانتخابات البرلمانية الأوكرانية لعام 2019، وعضو في لجنة السياسة الخارجية والتعاون البرلماني الدولي، ورئيسة التعاون البرلماني والعلاقات الثنائية والمتعددة الأطراف.
وكانت رئيسة الوفد الأوكراني إلى الجمعية البرلمانية لمجلس أوروبا من سبتمبر 2019 حتى يناير 2020.